# Comuna de Gietrzwałd
Gietrzwałd (polaco: Gmina Gietrzwałd) é uma gminy (comuna) na Polónia, na voivodia de Vármia-Masúria e no condado de Olsztyński. A sede do condado é a cidade de Gietrzwałd.
De acordo com os censos de 2004, a comuna tem 5254 habitantes, com uma densidade 30,2 hab/km².

## Área
Estende-se por uma área de 174,13 km², incluindo:
- área agricola: 37%
- área florestal: 48%

## Demografia
Dados de 30 de Junho 2004:
|                      | Total   | Total | Mulheres | Mulheres | Homens  | Homens |
| -------------------- | ------- | ----- | -------- | -------- | ------- | ------ |
|                      | pessoas | %     | pessoas  | %        | pessoas | %      |
| População            | 5254    | 100   | 2576     | 49       | 2678    | 51     |
| Densidade (pop./km²) | 30,2    | 100   | 14,8     | 14,8     | 15,4    | 15,4   |

De acordo com dados de 2002, o rendimento médio per capita ascendia a 1748,44 zł.

## Comunas vizinhas
- Jonkowo, Łukta, Olsztyn, Olsztynek, Ostróda, Stawiguda